# ماریسا کافلان
ماریسا کافلان (انگلیسی: Marisa Coughlan؛ زادهٔ ۱۷ مارس ۱۹۷۴) یک هنرپیشه، فیلم‌نامه‌نویس و تهیه‌کننده اهل ایالات متحده آمریکا است.

## گزیدهٔ آثار

### سینما
- ایستگاه فضایی ۷۶ (۲۰۱۴)
- من عاشق کار شما هستم (۲۰۰۵)
- کدو تنبل (۲۰۰۲)
- فردی انگولک شد (۲۰۰۱)
- سخن‌چینی (۲۰۰۰)
- آموزش خانم تینگل (۱۹۹۹)

### تلویزیون
- استخوان‌ها (۲۰۰۹)
- بوستون لیگال (۲۰۰۶)